# Marianne (série télévisée, 2019)
Pour les articles homonymes, voir Marianne.
 (septembre 2019).
Si vous disposez d'ouvrages ou d'articles de référence ou si vous connaissez des sites web de qualité traitant du thème abordé ici, merci de compléter l'article en donnant les références utiles à sa vérifiabilité et en les liant à la section « Notes et références ».
Marianne est une série télévisée française en huit épisodes d'environ 45 minutes créée et réalisée par Samuel Bodin, écrite par Samuel Bodin et Quoc Dang Tran, et mise en ligne le 13 septembre 2019 sur Netflix.
Les rôles principaux sont interprétés par Victoire Du Bois, Lucie Boujenah, Tiphaine Daviot et Aurore Broutin. La série raconte l'histoire de la jeune écrivaine Emma, qui se rend compte que les personnages qu'elle a inventés dans ses romans d'horreur existent dans le monde réel,.

## Synopsis
Emma Larsimon est une écrivaine d’horreur renommée. Un jour, alors qu’elle est en promotion pour le chapitre final de sa saga sur Marianne, elle rencontre une de ses anciennes amies d’enfance qui lui fera des révélations étranges. Ses cauchemars horrifiques vont recommencer et son amie se suicidera devant ses yeux. Elle décide alors de partir pour son village natal afin d'enquêter sur un phénomène paranormal qu’elle semble connaître. 

## Distribution
- Victoire Du Bois : Emma Larsimon
- Lucie Boujenah : Camille, dite « Cam-Cam »
- Tiphaine Daviot : Aurore
- Ralph Amoussou : Sébastien, dit « Séby »
- Bellamine Abdelmalek : Arnaud
- Mehdi Meskar : Tonio
- Alban Lenoir : Inspecteur Raunan
- Mireille Herbstmeyer : Madame Daugeron / Marianne
- Corinne Valancogne : Madame Larsimon
- Patrick d'Assumçao : Père Xavier
- Pierre Aussedat : Monsieur Larsimon
- Bruni Makaya : Séby ado
- Luna Lou : Emma ado
- Adam Amara : Arnaud ado
- Charlie Loiselier : Aurore ado
- Anna Lemarchand : Caroline ado
- Aude Gogny-Goubert : Sophie, épouse de Séby
- Clara Brajtman : Marianne, sorcière
- Délia Espinat-Dief : Marianne jeune
- Didier Girauldon : Le journaliste conférence
- Alexandre Philip : Pat, gérant de la boutique d'ésotérisme
- Aurélia Poirier : L'infirmière au Sudoku

## Production
Il est confirmé le 20 janvier 2020 que la série est annulée.

## Épisodes
1. Tu les rêves
2. C'est coutume !
3. Je ne suis pas un cadeau
4. C'est un beau moment
5. Tu l'as laissée…
6. Pour les souvenirs ?
7. On était trop petit
8. On est mardi

## Lieux de tournage

### Bretagne
- Clohars-Carnoët (port de Doëlan)
- Pléneuf-Val-André (magasin de Pat)
- Fréhel (fort du cap Fréhel, tournage du phare)
- Plévenon

### Île-de-France
- Maison Blanche (hôpital psychiatrique) - Neuilly-sur-Marne (pour l'école du Phare, le vieux labo où l'inspecteur Raunan part chercher le père d'Emma, ainsi que la scène de dégradation des voitures lorsqu'Emma est jeune)
- Soisy-sur-Seine (maison des parents d'Emma)
- Musée national des Arts asiatiques - Guimet (les éditions Mügen, quand Caroline saute devant Emma et Camille)
- Mennecy (maison des Daugeron, maison de Seby et Sophie)